# Louroux-Hodement
 Louroux-Hodement  là một xã ở tỉnh Allier thuộc miền trung nước Pháp.